# Automobilwerk Walter Schuricht
Das Automobilwerk Walter Schuricht war ein deutscher Hersteller von Automobilen.

## Unternehmensgeschichte
Das Unternehmen aus Pasing (heutiger Stadtteil von München) begann 1921 unter Leitung von Walter Schuricht mit der Produktion von Automobilen. Der Markenname lautete Schuricht. An der damaligen Landsberger Straße 70 (heute Bodenseestraße) stand die Fabrikationshalle, auf dessen vorderen Grundstücksteil sich auch Schurichts Wohnhaus befand. 1923 endete die Produktion. Das Bayerische Automobilwerk übernahm das Unternehmen.

## Fahrzeuge
Schurichts Ziel war es, solide und preisgünstige Fahrzeuge für eine breite Bevölkerungsschicht während der Nachkriegszeit zu bauen. Das Unternehmen stellte die Modelle PK 3 4/12 PS und PK 4 5/15 PS her. In beiden Modellen sorgten wassergekühlte Vierzylindermotoren für den Antrieb. Das aus der Wagenmitte geschaltete Dreigang-Sodengetriebe mit Kulissenschaltung hatte einen zusätzlichen Rückwärtsgang. Im Angebot standen Sportzweisitzer sowie Limousinen und offene Tourenwagen mit Platz für vier Personen. Alle Fahrzeuge hatten eine lange Motorhaube, die rechts und links geöffnet werden konnte, und waren mit Vollscheibenrädern ausgestattet. Der Aufbau bestand aus stahlverkleidetem Sperrholz. Außerdem entstanden drei Rennwagen mit stromlinienförmiger Karosserie, von denen einer – mit weiß-blauem Rautenmuster lackiert – von Walter Schuricht 1923 bei einem Rennen auf der Solitude-Rennstrecke eingesetzt wurde.